# To Potami
El Riu (en grec: Το Ποτάμι, To potami) va ser un partit polític socioliberal de Grècia. El partit es va posar en marxa l'11 de març de 2014, pel presentador de televisió Stavros Theodorakis.
No tenia una línia política oficial, ja que Theodorakis assegurava que "el partit junta gent i projectes de tot l'espectre polític.", però de facto es situava en el centreesquerra. El partit estava afiliat al partit europeu Aliança Progressista de Socialistes i Demòcrates i es basava principalment en la popularitat personal de Theodorakis per atraure els votants.
Després d'un inici potent amb 17 diputats, va anar perdent progressivament suport electoral i membres destacats, que passarien a Nova Democràcia o a l'aliança del PASOK. Amb aquest darrer hi participarien en la formació d'una plataforma àmplia (KINAL) fins al 2018, quan decideixen abandonar-la per diferències polítiques fruit dels acords amb Macedònia.
Després dels resultats de les eleccions europees de 2019, on perdrien els seus dos escons, Stavros Theodorakis anunciaria la seva dimissió i el partit no participaria de les següents eleccions legislatives. Poc després el partit es dissoldria definitivament.

## Resultats electorals

### Parlament Hel·lènic
| Any       | Líder               | Parlament Hel·lènic | Parlament Hel·lènic | Parlament Hel·lènic | Parlament Hel·lènic | Parlament Hel·lènic | Pos.             | Govern           |
| Any       | Líder               | Vots                | %                   | +/-                 | Escons              | +/−                 | Pos.             | Govern           |
| --------- | ------------------- | ------------------- | ------------------- | ------------------- | ------------------- | ------------------- | ---------------- | ---------------- |
| 2015 (I)  | Stavros Theodorakis | 373,868             | 6.1%                | Nou                 | 17 / 300            | 17                  | #4               | Oposició         |
| 2015 (II) | Stavros Theodorakis | 222,166             | 4.1%                | -2.0                | 11 / 300            | 6                   | #6               | Oposició         |
| 2019      | Stavros Theodorakis | No hi participen    | No hi participen    | No hi participen    | No hi participen    | No hi participen    | No hi participen | No hi participen |

### Parlament Europeu
| Parlament Europeu | Parlament Europeu   | Parlament Europeu | Parlament Europeu | Parlament Europeu | Parlament Europeu | Parlament Europeu | Parlament Europeu |
| Any               | Líder               | Vots              | %                 | +/-               | Escons            | +/−               | Pos.              |
| ----------------- | ------------------- | ----------------- | ----------------- | ----------------- | ----------------- | ----------------- | ----------------- |
| 2014              | Stavros Theodorakis | 377,438           | 6.6%              | Nou               | 2 / 21            | Nou               | #5                |
| 2019              | Stavros Theodorakis | 86,003            | 1.5%              | -5.1              | 0 / 21            | 2                 | #9                |

### Referèndums
| Any  | Qüestió                                     | Posició      | Vots      | %           | Resultat |
| ---- | ------------------------------------------- | ------------ | --------- | ----------- | -------- |
| 2015 | Acceptació de l'acord econòmic de la Troika | Suport al SI | 2,245,537 | 38,69 / 100 | Derrota  |